# 海伦农场
海伦农场是位于中华人民共和国黑龙江省绥化市海伦市的一个类似乡级单位，亦是黑龙江省农垦绥化管理局所属的一个国有农场。
海伦农场地处松嫩平原与小兴安岭的结合部，总面积35.8万亩，其中耕地面积23.7万亩，总人口为12716人。

## 行政区划
海伦农场下辖以下单位：
海伦场直社区、海伦农场北河管理区、海伦农场六井管理区、海伦农场二站管理区和海伦农场桦树管理区。